# Hancheon-myeon
Hancheon-myeon (koreanska: 한천면) är en socken i kommunen Hwasun-gun i provinsen Södra Jeolla i den södra delen av Sydkorea, 290 km söder om huvudstaden Seoul.